# Капвей

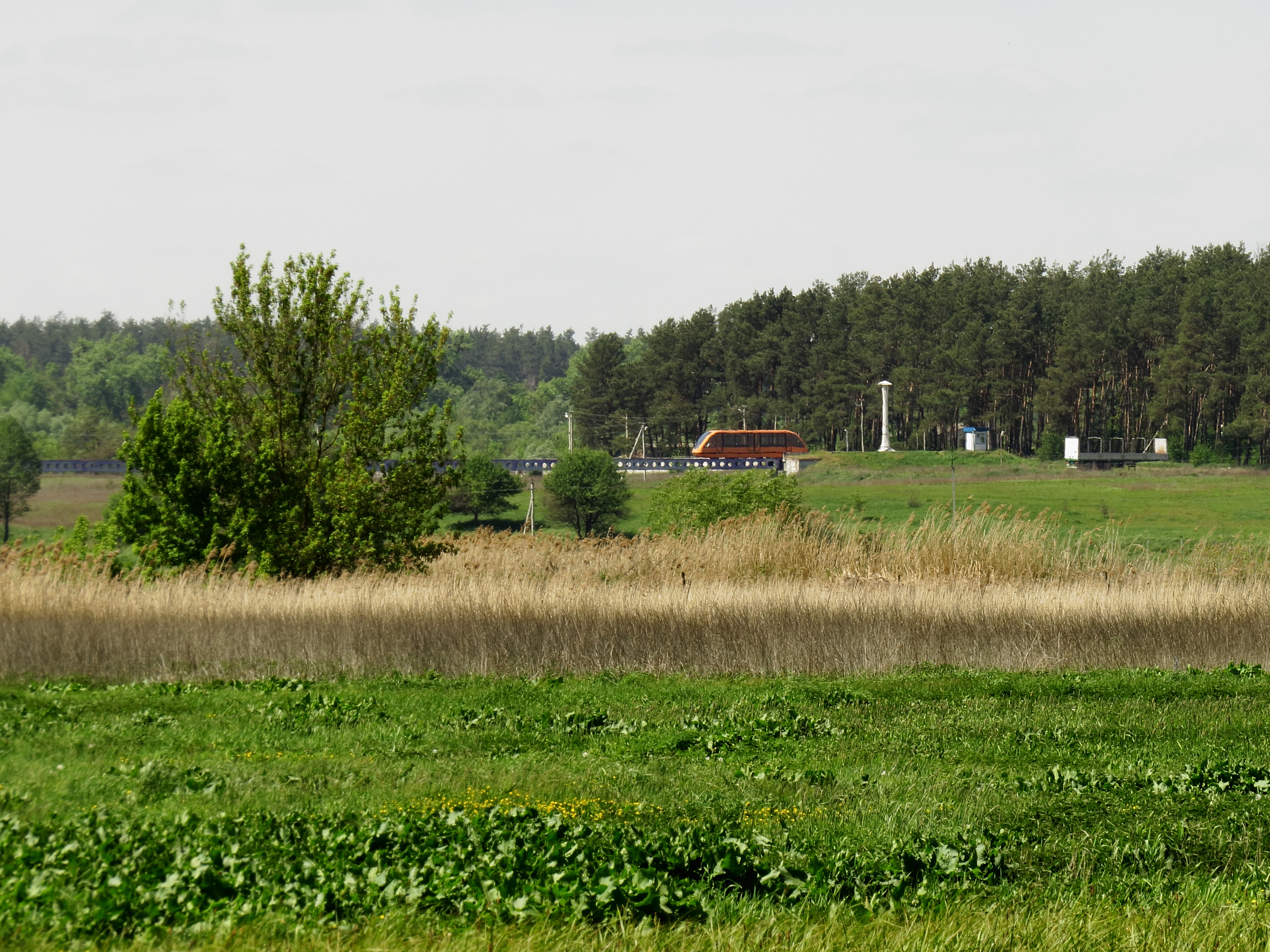

Капвей — український проєкт залізничного електротранспорту, що рухається по естакадах, розроблений для використання в густонаселених районах.
Головний конструктор — Юрій Мосін.

## Конструкція та випробування
2004 року на випробувальному полігоні між Гостомелем та Мощуном, Києво-Святошинський район, за три місяці було зведено 300-метрову дорогу Капвея з посадковим майданчиком. Будівництво взяла на себе приватна компанія-розробник «Капвей», що вклала в розробку 3,5 мільйони доларів США. Вперше Капвей запустили 1 жовтня.
За словами конструкторів, вагон Капвея може вмістити до 150 осіб та розвивати при цьому швидкість до 100 км/год. Вагон виготовлено на білоруському підприємстві «Белкоммунмаш» (БКМ).Вагон називається:АКСМ-1К "Капвей". Один вагон коштував близько 500 тис. доларів США. За деякими даними, у конструкції вагона використано тяговий двигун ДК-263БУ2. Завдяки використанню гумових коліс Капвей є порівняно тихим видом транспорту.
На посадковому майданчику знаходиться стовп (висотою близько 5 метрів) з розкладною парасолею, що закриває майданчик від негоди.
Поруч із основною колією знаходиться макет вантажної системи Капвея для перевезення контейнерів.
Капвей іноді називають «монорельсом», однак колія Капвея складається з двох паралельних рейок, і тому не підпадає під визначення монорейкової дороги.
Полігон Капвея знаходиться за адресою: смт Гостомель, вул. Покровська, 362. Геокоординати: 50°36′11″ пн. ш. 30°16′1″ сх. д. / 50.60306° пн. ш. 30.26694° сх. д.

## Доля проєкту
Хоча за деякими свідченням поїзд Капвея востаннє рухався у 2010 році, тролей (контактний провід) для передачі струму було знято ще у 2009. За словами директора компанії «Капвей» Анатолія Єгорова, тристаметрові мідні тролеї було вкрадено.
Попри зацікавленість посадових осіб та мерів міст, станом на 2013 рік проєкт не набув практичного використання. Сайт компанії «Капвей» зник.
Станом на 2015 рік рейки демонтовано.
Випробувальний полігон охороняється.
У липні 2021 року вагон Капвею був перевезений для експозиції у Державний музей авіації України.